# Аеродром Бангкок — Дон Мијанг
Аеродром Дон Мијанг (тај. ท่าอากาศยานดอนเมือง, енгл. Don Mueang International Airport) (IATA: DMK, ICAO: VTBD), пре 2006. познат као Међународни аеродром Бангкок, један је од два међународна аеродрома престонице Тајланда, Бангкока. Већи градски аеродром је Аеродром Суварнабуми. 
На аеродрому су смештене базе нискобуџетних компанија Нок ера, Таи ЕрАзија и Таи Лајон ера. Аеродром Дон Мијанг има три терминала. То је други аеродром на Тајланду по обиму саобраћаја. 
Године 2023, кроз овај аеродром је прошло 26.980.428 путника, од тога 9.971.010 путника на међународним летовима. Укупан број полетања и слетања био је 184.542. 
Аеродром Дон Мијанг је један од најстаријих међународних аеродрома на свету. Отворен је 27. марта 1914. као база Тајландског краљевског ваздухопловства. Први комерцијални летови су полетели 1924.   
Аеродром Дон Мијанг је затворен 2006. и реновиран. Поново је отворен 2007, а већину саобраћаја је преузео нови Аеродром Суварнабуми. 